# Swamp blues
A swamp blues (magyarul kb. mocsári blues) a louisianai blues  egyik fajtája, amely Délnyugat-Louisiana fekete közösségeiben alakult ki az 1950-es években. Más műfajok hatását is mutatja, mint pl. a zydeco és a cajun.

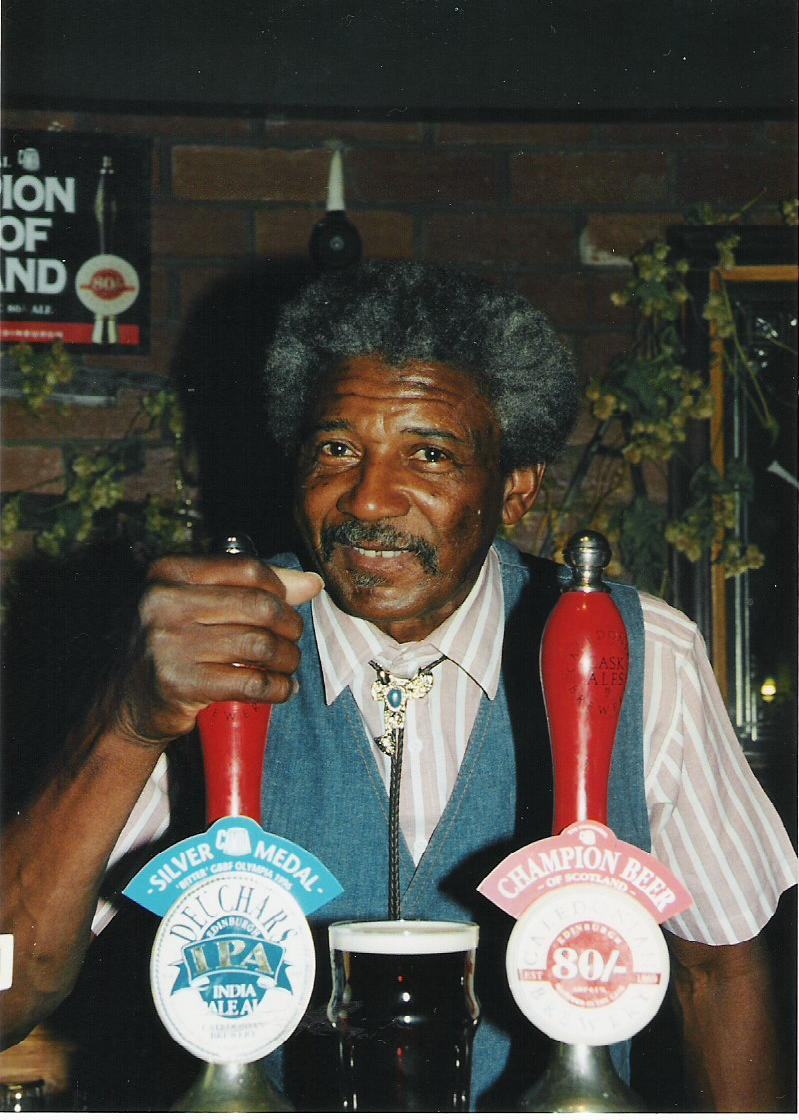
Lazy Lester 1997-ben

Számos swamp blues előadó, különösen Slim Harpo, egyes dalait a brit invázió olyan együttesei is műsorukra tűzték, mint a  Rolling Stones, a Kinks és a Yardbirds.
A stílust az egyszerű, határozott, gyakran monoton gitárjáték jellemzi.

## Története
J. D. "Jay" Miller lemezproducer az 1950-es években számos blues-előadó zenéjét rögzítette, és a felvételeket az Excello Records útján  terjesztette a Tennessee-beli Nashville-ben. Az előadók közül a legsikeresebb Slim Harpo gitáros-szájharmonikás volt. Ő írta és játszotta például az I'm a King Bee című dalt (a Rolling Stones is játszotta) vagy a Baby Scratch My Back-et (a Fabouluos Thunderbirds is előadta).

## Ismert swamp blues előadók
- Slim Harpo
- Big Blowin' Blaze
- Rattlebrained
- Warren Storm
- Lonnie Brooks
- Silas Hogan
- Joe Hudson
- Arthur Kelly
- Lazy Lester
- Clarence Edwards
- Lightnin' Slim
- Lonesome Sundown
- Lil' Buck Sinegal
- Jimmy Anderson
- Kenny Neal

## Fordítás
- Ez a szócikk részben vagy egészben  a   Swamp blues című angol Wikipédia-szócikk ezen változatának fordításán alapul.  Az eredeti cikk szerkesztőit annak laptörténete sorolja fel. Ez a jelzés csupán a megfogalmazás eredetét és a szerzői jogokat jelzi, nem szolgál a cikkben szereplő információk forrásmegjelöléseként.